# Mimosa sparsa
Mimosa sparsa är en ärtväxtart som beskrevs av George Bentham. Mimosa sparsa ingår i släktet mimosor, och familjen ärtväxter. Inga underarter finns listade i Catalogue of Life.